# ایین ای یانگ
آیین ای یانگ (به انگلیسی: Ian A. Young) مدیر اجرایی اینتل است. یانگ ۵۰ مقاله پژوهشی، نوشته‌است و دارای ۷۱ اختراع ثبت شده در کلیدزنی خازنی مدارهای، دی‌رَم ،اس‌رَم، کلاک بای‌سیماس ،اکس۸۶، فوتونیک و اسپینترونیک.
او مدیر طراحی نوسان‌ساز مورد استفاده در ریزپردازنده‌های اینتل بود که منجر به مقیاس‌بندی نرخ ساعت از ۳۰ مگاهرتز تا ۳ گیگاهرتز شد (ادعای مشکوک، لطفاً مرجع مناسب را استناد کنید زیرا این یک دستاورد رایج دانشگاه و صنعت بود)

## زندگی‌نامه
یانگ متولد ملبورن استرالیا، لیسانس و کارشناسی ارشد خود را در رشته مهندسی برق از دانشگاه ملبورن استرالیا دریافت کرد. وی دکترای خود را در رشته مهندسی برق از دانشگاه کالیفرنیا، برکلی در سال ۱۹۷۸ دریافت کرد، که در آنجا تحقیقاتی در مورد فیلترهای تاخت خازنی با ماسفت انجام داد.

## جوایز و افتخارات
- ۱۹۹۲–۲۰۰۵: عضو کمیته برنامه‌های فنی کنفرانس بین‌المللی مدارهای حالت جامد (ISSCC)
- ۱۹۹۴: ویراستار مهمان دسامبر برای مجله IEEE مدارهای حالت جامد (JSSCC)[۶]
- ۱۹۹۶: همکار اینتل (بالاترین مقام فنی در اینتل تا سال 2002)[۷]
- ۱۹۹۶: ویراستار مهمان ماه آوریل برای JSSCC
- ۱۹۹۷: ویراستار مهمان ماه آوریل برای JSSCC
- ۱۹۹۹: عضو IEEE[۸]
- ۱۹۹۱–۱۹۹۶: کمیته برنامه برای سمپوزیوم در مدارهای VLSI
- ۱۹۹۵–۱۹۹۶: رئیس کمیته برنامه‌های فنی سمپوزیوم مدارهای VLSI
- ۱۹۹۷–۱۹۹۸: رئیس سمپوزیوم مدارهای VLSI
- ۱۹۹۷–۲۰۰۳: رئیس کمیته فرعی دیجیتال کنفرانس بین‌المللی مدارهای حالت جامد (ISSCC)
- ۲۰۰۴: همکار ارشد اینتل (بالاترین مقام فنی در اینتل از سال ۲۰۰۲)[۹]
- ۲۰۰۵: رئیس کمیته برنامه‌های فنی ISSCC 2005
- ۲۰۰۶–۲۰۱۱: عضو کمیته مدیریت انجمن مدارهای جامد IEEE
- ۲۰۰۸–۲۰۱۰: انجمن مدارهای جامد IEEE، مدرس برجسته
- ۲۰۰۹: جایزه جک راپر بین‌المللی کنفرانس مدارات جامد بین‌المللی برای مقاله‌های برجسته فناوری جهت[۱۰]
- ۲۰۱۲: سخنران دوره ای در کنفرانس تحقیقاتی دستگاه IEEE
- ۲۰۱۳: ویراستار مهمان IEEE مجله موضوعات منتخب در الکترونیک کوانتومی (JSTQE)
- ۲۰۱۴: سردبیر مجله IEEE در مورد دستگاه‌ها و مدارهای محاسباتی اکتشافی حالت جامد